# Martin Banga Ayanyaki

Wappen von Martin Banga Ayanyaki

Martin Banga Ayanyaki OSA (* 1. Dezember 1972 in Dungu, Haut-Zaïre) ist ein kongolesischer römisch-katholischer Ordensgeistlicher und Bischof von Buta.

## Leben
Martin Banga Ayanyaki trat der Ordensgemeinschaft der Augustiner bei. Er studierte Philosophie am ordenseigenen Philosophischen Institut und Katholische Theologie an der Université de Mazenod in Kinshasa. Am 30. November 2002 legte er die feierliche Profess ab und am 28. August 2003 empfing er in Poko das Sakrament der Priesterweihe.
Banga Ayanyaki war nach der Priesterweihe zunächst als Pfarrvikar und ab 2006 als Pfarrer in Poko im Bistum Doruma-Dungu tätig. Zudem gehörte er von 2006 bis 2010 dem Rat des kongolesischen Vikariats des Augustinerordens an. Von 2010 bis 2014 fungierte er als Regionalvikar seiner Ordensgemeinschaft für die Demokratische Republik Kongo. 2014 wurde er für weiterführende Studien nach Rom entsandt, wo er 2021 an der Päpstlichen Universität Gregoriana bei Jacquineau Azétsop SJ mit der Arbeit Faillite du système sanitaire et politique sociale en R.D. Congo. Cas du territoire administraftif de Poko („Versagen des Gesundheitssystems und der Sozialpolitik in der D.R. Kongo. Der Fall des Verwaltungsgebiets Poko“) im Fach Soziologie promoviert wurde. Daneben wirkte er als Seelsorger an der Basilika Santa Maria del Popolo. Seit 2022 war Banga Ayanyaki erneut Regionalvikar des Augustinerordens für die Demokratische Republik Kongo. Zudem lehrte er Soziologie an der Université Saint Augustin in Kinshasa.
Am 15. April 2024 ernannte ihn Papst Franziskus zum Bischof von Buta. Der Erzbischof von Kinshasa, Fridolin Ambongo Kardinal Besungu OFMCap, spendete ihm am 7. Juli desselben Jahres in Buta die Bischofsweihe; Mitkonsekratoren waren der Erzbischof von Kisangani, Marcel Utembi Tapa, und der Apostolische Nuntius in der Demokratischen Republik Kongo, Erzbischof Mitja Leskovar.

## Schriften
- Faillite du système sanitaire et politique sociale en R.D. Congo. Cas du territoire administraftif de Poko. Pontificia Università Gregoriana, Rom 2021, OCLC 1349951196.